# Vicente Ferrer Roselló
Vicente Ferrer Roselló (Valencia, España, 9 de julio de 1959) es un abogado y político español militante del Partido Popular (PP), ha sido vicepresidente de la Diputación de Valencia, senador designado por la Comunidad autónoma del 1995 al 2003 y diputado en las Elecciones generales de España de 2008.
Fue Portavoz de la Comisión de Defensa desde el 17 de enero  de 2012 hasta el 27 de octubre de 2015 y actualmente en la X Legislatura ( 2011-Actualidad ) es Diputado por Valencia en el Congreso de los Diputados.
Divorciado con cuatro hijos, Licenciado en derecho y abogado de profesión.
Entró en la política en 1995 cuando fue designado por la Comunidad Valenciana como senador por la provincia de Valencia, continuando en el cargo hasta 2003. En 2008 fue elegido diputado en el Congreso de los Diputados de España representando a la Región de valenciana. 
Estaba situado como octavo candidato en las listas del PP para esas elecciones, en un distrito donde el PP había ganado ocho asientos en las anteriores elecciones, haciendo el asiento vulnerable. Sin embargo en las elecciones de 2008, el PP ganó nueve escaños.
Cruz de Honor de San Raimundo de Peñafort.
Teniente del Cuerpo de Infantería de Marina en su condición de Reservista de las Fuerzas Armadas.